# بامیلا الکیک
بامیلا الکیک (زاده ١۴ مه ١٩٨٨ در دیرالقمر) بازیگر سینما و تلویزیون اهل لبنان است.
او در سریال ساخت ایران ۱، به کارگردانی محمدحسین لطیفی، به ایفای نقش ژاکلین لوریان پرداخت.

## فیلمشناسی

### سینمایی
- السیدة الثاتیة (۲۰۱۵)
- مدام بامبینو
- بالصدفة
- یربو بعزکن
- یوم إیه یوم لا (۲۰۲۰)

### برنامه تلویزیونی
- دیو المشاهیر (۲۰۱۱) به عنوان شرکت‌کننده در برنامه
- لهون وبس (۲۰۱۵) به عنوان مهمان برنامه
- فی بیتنا ضیف (۲۰۱۶) به عنوان مهمان برنامه
- أکلناها (۲۰۱۹) به عنوان مهمان برنامه

### مجموعه تلویزیونی
- عصر الحریم (۲۰۰۸)
- سارة (۲۰۰۹) در نقش «راغدة»
- سریال دکتر سلام (۲۰۰۹)
- الحب الممنوع (۲۰۱۰)
- أجیال (۲۰۱۰) در نقش «تماره»
- صبایا 3 (2011) در نقش «کارول»
- ساخت ایران ۱ (۲۰۱۲) در نقش «ژاکلین لوریان»
- دیو الغرام (۲۰۱۲)
- أجیال (۲۰۱۲)
- جذور (۲۰۱۳) در نقش «کارلا» (به خاطر بازی در این سریال جایزهٔ Murex d'or را دریافت کرد)
- فرصة ثانیة (۲۰۱۴) در نقش «یاسمین»
- مولانا العاشق (۲۰۱۵) در نقش «کامیلیا»
- یا ریت (۲۰۱۶)
- سمرا (۲۰۱۶)
- صرخة روح (فصل ۴) (۲۰۱۶)
- مدرسة الحب (۲۰۱۶)
- الحب الحقیقی (فصل ۱) (۲۰۱۷)
- الحب الحقیقی (فصل ۲) (۲۰۱۸)
- الحب جنون «خمسیة ألمازة» (۲۰۱۸)
- الحب جنون «دفاتر الماضی» (۲۰۱۹)